# 卡呂普索崖
68°48′S 64°13′W / 68.800°S 64.217°W
卡呂普索崖（英語：Calypso Cliffs），是南極洲的山崖，位於葛拉漢地的鮑曼海岸，處於莫比洛伊爾灣南部，海拔高度850米，在1940年9月28日由美國研究隊拍攝空中照片，現時由南極條約體系管理。